# Saison 2017 de l'équipe cycliste Wiggins
La saison 2017 de l'équipe cycliste Wiggins est la troisième de cette équipe.

## Préparation de la saison 2017

### Arrivées et départs
| Arrivées             | Équipe 2016                   |
| -------------------- | ----------------------------- |
| Ashley Dennis        |                               |
| Nathan Draper        | 100% me                       |
| Corentin Ermenault   | CC Nogent-sur-Oise            |
| Leonardo Fedrigo     | Cipollini Iseo Serrature Rime |
| Etienne Georgi       |                               |
| Marc Hester          | Sorø BC                       |
| Rhys Howells         | Richardsons-Trek              |
| Dylan Kerfoot-Robson |                               |
| Robert Scott         | VCUK PH-Mas                   |
| Joey Walker          | 100% me                       |
| Oliver Wood          | 100% me                       |

| Départs         | Équipe 2017             |
| --------------- | ----------------------- |
| Mark Christian  | Aqua Blue Sport         |
| Ashley Dennis   | Wiggins                 |
| Jonathan Dibben | Sky                     |
| Owain Doull     | Sky                     |
| Kian Emadi      |                         |
| Luc Hall        |                         |
| Philip Hindes   |                         |
| Liam Holohan    |                         |
| Samuel Lowe     | Bike Channel-Canyon     |
| Daniel Patten   | Asfra Racing Oudenaarde |
| Daniel Pearson  | Aqua Blue Sport         |
| Bradley Wiggins | retraite                |

## Coureurs et encadrement technique

### Effectif
| Cycliste             | Date de naissance | Nationalité | Équipe 2016                   |  |
| -------------------- | ----------------- | ----------- | ----------------------------- |  |
| Steven Burke         | 4 mars 1988       | Royaume-Uni | Wiggins                       |  |
| Scott Davies         | 5 août 1995       | Royaume-Uni | Wiggins                       |  |
| Ashley Dennis        | 4 février 1995    | Royaume-Uni |                               |  |
| Nathan Draper        | 11 juillet 1997   | Royaume-Uni | 100% me                       |  |
| Corentin Ermenault   | 27 janvier 1996   | France      | CC Nogent-sur-Oise            |  |
| Leonardo Fedrigo     | 21 juillet 1996   | Italie      | Cipollini Iseo Serrature Rime |  |
| Etienne Georgi       | 28 septembre 1998 | Royaume-Uni |                               |  |
| Samuel Harrison      | 24 juin 1992      | Royaume-Uni | Wiggins                       |  |
| Marc Hester          | 28 juin 1985      | Danemark    | Sorø BC                       |  |
| Rhys Howells         | 30 septembre 1987 | Royaume-Uni | Richardsons-Trek              |  |
| Jake Kelly           | 17 janvier 1995   | Royaume-Uni | Wiggins                       |  |
| Dylan Kerfoot-Robson | 4 mars 1996       | Royaume-Uni |                               |  |
| James Knox           | 4 novembre 1995   | Royaume-Uni | Wiggins                       |  |
| Christopher Latham   | 6 février 1994    | Royaume-Uni | Wiggins                       |  |
| Michael O'Loughlin   | 14 février 1997   | Irlande     | Wiggins                       |  |
| Robert Scott         | 24 juillet 1998   | Royaume-Uni | VCUK PH-Mas                   |  |
| Andrew Tennant       | 9 mars 1987       | Royaume-Uni | Wiggins                       |  |
| Michael Thompson     | 8 février 1995    | Royaume-Uni | Wiggins                       |  |
| Joey Walker          | 15 septembre 1997 | Royaume-Uni | 100% me                       |  |
| Oliver Wood          | 26 novembre 1995  | Royaume-Uni | 100% me                       |  |

## Bilan de la saison

### Victoires
| Date | Course | Pays | Classe | Vainqueur |
| ---- | ------ | ---- | ------ | --------- |